# 3723 Вознесенський
3723 Вознесенський (3723 Voznesenskij) — астероїд головного поясу, відкритий 1 квітня 1976 року.
Тіссеранів параметр щодо Юпітера — 3,615.